# Ekskomunikacija
Ekskomunikácija ali izóbčenje je ukrep, s katerim se osebo (prisilno) izključi iz neke organizacije. Najpogosteje se izraz uporablja za izključitev iz verske organizacije - Cerkve. Izraz ekskomunikacija se uporablja tudi za izključitev iz neverske organizacije, zlasti pri organizacijah, ki so znane po strogi ureditvi (npr.: ekskomunikacija iz komunistične partije, ipd).
Ekskomunikacija je v Rimskokatoliški Cerkvi kazen, ki lahko doleti vernika samo za najtežje prestopke oziroma grehe, kot na primer širjenje krive vere, napad na papeža, ipd. V nekaterih zgodovinskih obdobjih je imela ekskomunikacija tudi močan zastraševalni učinek in je lahko pomenila tudi resno življenjsko stisko za človeka, ki ga je doletela. 
Izraz ekskomunikacija se delno prekriva z izrazom anatema, vendar pa je ekskomunikacija mišljena predvsem kot začasni ukrep (za razliko od anateme, ki je trajna in zato najstrožja kazen). Ekskomunikacija se zaključi s poboljšanjem grešnika, z njegovo odpovedjo krivi veri in grehu ter z izpovedjo (prave) vere.
Podoben pomen kot ekskomunikacija ima tudi izraz interdikt, le da je interdikt milejša oblika cekvene kazni (suspenz opravljanja cerkvenih dejavnosti oziroma prepoved vstopa v cerkev).